# Ruth Jacobsen
Ruth Jacobsen, née le 8 avril 1932 à Frankenberg (Allemagne) et morte le 19 février 2019 à Southampton (États-Unis), est une artiste allemande lesbienne survivante de la Shoah.

## Biographie
Ruth Jacobsen naît le 8 avril 1932 à Frankenberg. Elle passe son enfance en Allemagne. À la suite de la montée de l'antisémitisme, la famille déménage à Düsseldorf quand Ruth Jacobsen a entre 3 et 4 ans après de multiples incidents (sa mère vend son commerce de chaussures aux Allemands pour une bouchée de pain, et son école juive est incendiée). 
La Nuit de Cristal pousse la famille Jacobsen à quitter l'Allemagne. Grâce à des connaissances de ses grands-parents paternels, sa famille réussit à fuir en 1939 pour le village hollandais d'Oud-Zuilen. Le voyage se fait en train : Jacobsen a 2 couches de vêtements sur elle, comme sa poupée Ellen (une des rares possessions qu'elle fut autorisée à emporter avec elle). Sa grand-mère maternelle, qui les a rejoints peu après aux Pays-Bas, mourut en déportation.
Elle vit avec ses parents de la terre, le temps de préparer leur immigration vers les États-Unis : le bombardement de Rotterdam par les troupes allemandes va compromettre leurs plans. La famille se cache quelques semaines, pour échapper aux rafles. Par la suite, Jacobsen est séparée de ses parents pour des raisons de sécurité (elle n'a pas d'accent allemand contrairement à ses parents), pour être cachée à Amsterdam, puis dans plus de 12 autres maisons, notamment grâce à l'aide de Cees Van Bart, et celle qu'elle appellera Tante Marie. Elle adopte pendant cette période le prénom de Truusje,.   
Ses parents trouvent un moyen de réunir la famille vers la fin de la guerre au sud des Pays-Bas. Après la libération par les Anglais, les Américains, et les Canadiens, retourne à l'école catholique. Sa mère souffrait d'un léger bégaiement avant la guerre, qui s'aggrave à la libération, et lui cause une sévère dépression. Son père a du mal à retrouver un travail, et commença à boire. Ruth Jacobsen, après l'admission de sa mère en sanatorium, et des multiples infidélités de son père, fait le choix de déménager. Sa mère finit par se suicider par noyade.  
Elle poursuit son projet d'émigrer, mais désormais seule. Devenue apatride à la suite de la guerre, elle doit attendre trois ans avant de pouvoir prendre le bateau pour les États-Unis. Ruth Jacobsen émigre finalement aux États-Unis en 1953 à l'âge de 21 ans, grâce à sa famille maternelle. Son père se suicide quelque temps après son arrivée aux États-Unis. En tant qu'artiste, elle réalise plusieurs collages et constructions au milieu des années 1960. Son travail peut être vu dans 30 collections privées aux États-Unis, au Canada et en Europe.  

## Parcours
Elle est secrétaire pour les Filles Scouts d'Amérique à ses premiers débuts professionnels aux États-Unis. Ayant pris des cours du soir en art aux Pays-Bas, il lui est conseillé par la suite de reprendre des cours en publicité.    
Ruth Jacobsen devint designer textile grâce à l'aide de sa compagne Ann. Elle conserve ce métier pendant 14 ans et se déplace souvent dans le Sud, tout en partageant un atelier à Greenwich Village, avec un autre artiste, un projectionniste. Petit à petit, elle commence à travailler de plus en plus sur son livre de collages. Ses échanges avec son colocataire de studio l'emmène à devenir projectionniste à 40 ans (à l'époque, aucune femme ne faisait ce métier). Elle entre alors au syndicat des projectionnistes, et en même temps attente un procès à son employeur dans l'industrie textile, pour discrimination de genre dans la promotion au travail, procès qu'elle remporte deux ans plus tard. Sa nouvelle compagne (Jean) et elle font leur coming-out au travail (l'équipe comptait alors 1 500 collègues).    
Elle s'engage également dans l'activisme en faveur des droits LGBT, et la prise de conscience par rapport à l'épidémie de VIH.         

## Travail artistique
À la suite de son départ précipité de Düsseldorf, Jacobsen peut prendre avec elle très peu de souvenirs matériels. Leurs voisins de Düsseldorf s'étaient engagés à leur envoyer aux Pays-Bas le reste de leurs affaires, mais n'y sont pas parvenus en raison des scellés apposés sur l'appartement par les autorités. Ils finirent toutefois par avoir accès au logement et prirent les photos de famille qu'ils gardèrent jusqu'à la fin de la guerre et les transmirent à la famille Jacobsen. C'est comme cela que Ruth Jacobsen a pu avoir accès à certains moments de sa petite enfance, oubliés jusque-là, et commença son livre de collages, afin de se réapproprier son propre passé. C'était son processus de guérison, fait de peintures, d'images, de dessins et de photos de son enfance et de son univers familial en Allemagne et aux Pays-Bas. 

## Vie privée
Ruth Jacobsen fut en couple avec Christine Epifania (connue sous le diminutif de Chris), sa femme, pendant plus de 30 ans : elles s'unissent dans le jardin de leur maison de Southampton, et sont toutes les deux reconnues pour leur engagement militant auprès de la communauté et leurs soirées poker. Epifania est directrice du centre de santé de la prison de Rikers Island (où elle développe un programme à l'attention des prisonniers atteints de VIH, et une clinique spécifique pour les femmes), une artiste, et l'ancienne co-présidente d'East End Gay Organization. Chris Epifania décède le 20 novembre 2017 à l'âge de 68 ans.